# 尘

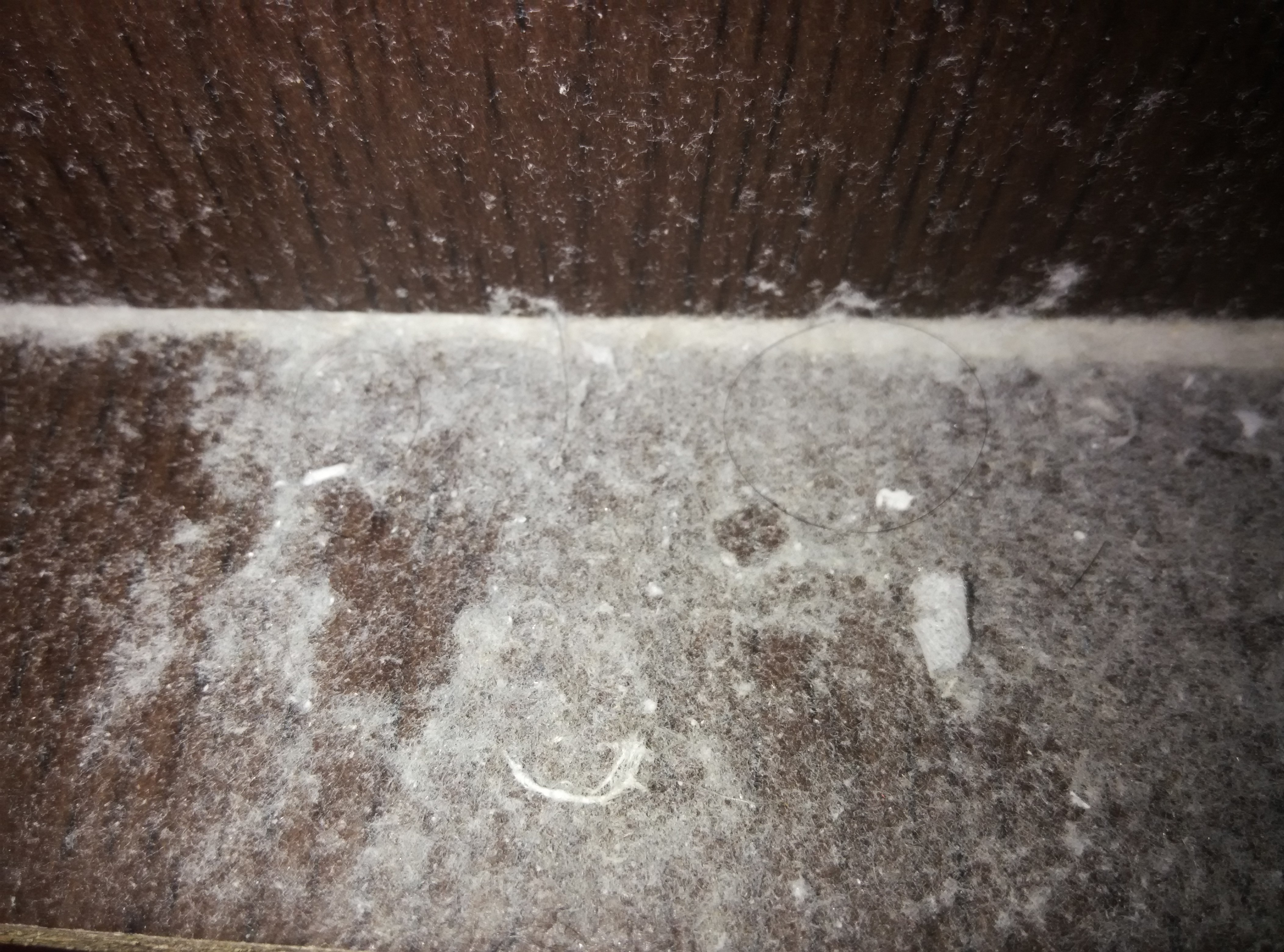
木書架上的塵埃

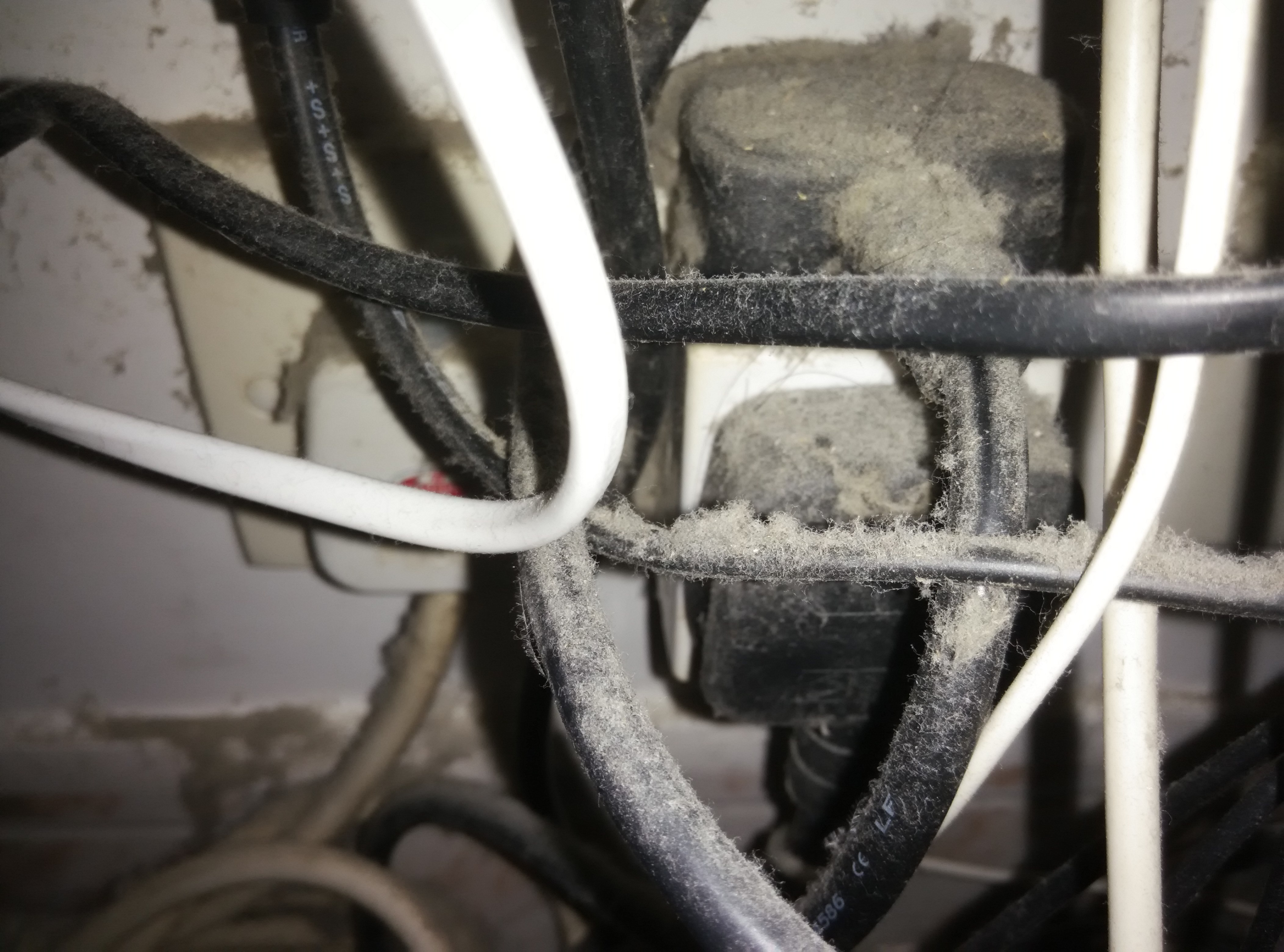
電線上的塵埃

塵依语境又称尘埃、粉尘、灰塵，是由固體物質的細小顆粒組成。在地球上，它通常由大氣中的懸浮微粒組成，這些顆粒來自各種來源，例如土壤、因風蝕而被風帶走的塵埃、火山爆發和其他空氣污染。地盤、裝修、翻新工程、道路工程、機器使用、動力工具等均可產生大量粉塵。燃燒產生的黑色微粒（例如黑碳）與灰燼亦是塵的主要來源。回收拆解亦可生塵。房屋、辦公室和其他人類環境中的塵埃含有少量植物的花粉、動物的毛髮、纖維、來自戶外土壤的礦物質、人體的皮膚細胞、燒焦的隕石顆粒以及許多其他在當地環境可能存在的物質。
塵埃的集合體會形成“塵兔”（dust bunny）又稱积尘、灰尘球、塵埃團。塵兔主要由毛髮、塵埃、蜘蛛網和一些體積較小的垃圾或碎屑所組成，因為靜電而形成類似毛氈的結構。

## 定義
塵埃颗粒的直徑通常小於500微米。小於10微米的懸浮粒子（PM10），即被認定有害於人體；小於2.5微米的细颗粒物（PM2.5），更可穿透肺泡直達血液。

## 影響
土壤中的塵埃和沙粒常伴隨季風的吹拂，產生沙塵暴。現今工業化地區嚴重的空氣污染問題，浮懸物亦成為測定標準之一，例如台灣環保署即定義粒徑10微米以下之粒子為懸浮微粒，亦稱浮游塵，為空氣污染指數PSI指數測定標準之第一項。懸浮微粒具有細小的特點，故容易經由呼吸吸入肺部深處，造成呼吸道傷害。在礦坑中工作的礦工，也因環境過多的煤灰而成為肺塵病的高危險族群。
另外，塵埃易形成塵蟎寄生之處，而除了塵埃本身導致呼吸道問題之外，蟎亦是許多呼吸道疾病的過敏原，例如哮喘病。
前央視記者柴靜的紀錄片「穹頂之下」提到，PM2.5會導致哮喘、肺活量下降。它還會夾帶重金屬毒素，讓人體免疫系統中的巨噬細胞難以消化，導致巨噬細胞破裂而死，影響免疫功能。
根據台灣環保署的資料，許多流行病理學研究，已證實PM2.5對健康的危害，包括早逝、支氣管炎、氣喘、心血管疾病、肺癌等。
其他相關呼吸道症狀亦包括咳嗽和痰，肺功能急性、可逆性衰退，肺部及呼吸道發炎（急性和嗜中性球性發炎），呼吸道感染，急症爆發，呼吸科住院治療，成人肺功能慢性喪失，兒童肺功能發育減慢，哮喘發展等。

## 太空中的塵埃
宇宙塵在太空中非常普遍，其中所包含的氣體和塵埃是構成行星系統前身的主要成分。黃道光，是在黑暗的夜晚看見的微光，就是由圍繞著太陽的塵埃微粒所反射的陽光產生的。彗星尾巴的微光也是從彗星釋出的電離氣體和塵埃所發射的光。塵埃也可以覆蓋在行星固體的表面，像是火星上所發生的塵暴，就幾乎可以覆蓋整個的行星表面。星際塵埃被發現存在於恆星之間，濃度高的可能形成瀰漫星雲和反射星雲。
從外太空帶回來的塵埃樣品或許能提供早期太陽系的訊息。有些太空船已經發射前往蒐集塵埃和其他物質的樣本，像是星塵號在2004年穿越過維爾特二號彗星的尾巴，並且在2006年一月將保存在膠囊內的一些樣本帶回地球。日本的隼鳥號太空船過去亦在執行收集小行星塵土的樣本帶回地球的任務。

## 延伸阅读
[在维基数据编辑]
 《欽定古今圖書集成·方輿彙編·坤輿典·灰塵部》，出自陈梦雷《古今圖書集成》